# NGC 3581
NGC 3581 је емисиона маглина у сазвежђу Прамац која се налази на NGC листи објеката дубоког неба.
Деклинација објекта је - 61° 18' 6" а ректасцензија 11h 12m 1,9s. Привидна величина (магнитуда) објекта NGC 3581 износи 14,0. NGC 3581 је још познат и под ознакама ESO 129-EN9, AM 1109-610.